# Assab (volcà)
L'Assab també anomenat Ado Ale o Ud'Ale, és un grup de cons d'escòria basàltiques i colades de lava situats a la regió meridional del Mar Roig d'Eritrea. El camp de lava cobreix una àrea de 90 km de llargada per 55 d'amplada que arriba fins al Mar Roig. El seu cim s'eleva fins als 987 msnm. Es desconeix la data de formació, així com la de la seva darrera erupció.